# ويليام راسيل (سياسي أمريكي، مواليد 1857)
ويليام راسيل (بالإنجليزية: William Russell)‏ هو محامي وسياسي أمريكي، ولد في 6 يناير 1857 في كامبريدج في الولايات المتحدة، وتوفي في 16 يوليو 1896 في كيبك في كندا. نشط حزبياً في الحزب الديمقراطي. وقد انتخب List of mayors and city managers of Cambridge, Massachusetts ‏ وانتخب حاكم ماساتشوستس ‏ (8 يناير 1891 – 4 يناير 1894).